# Clément Izquierdo
Clément Izquierdo (* 16. Februar 2002) ist ein französischer Radrennfahrer, der auf der Straße aktiv ist.

## Sportlicher Werdegang
Sein sportliche Laufbahn im Radsport begann Izquierdo auf dem Mountainbike im Cross-Country, wo er im Nachwuchsbereich auf nationaler Ebene zur erweiterten Spitze gehörte. 2022 wurde er unter anderem Vierter der U23-Meisterschaften im Cross-Country XCO. 2023 schloss er sich dem Verein AVC Aix-en-Provence an, der neben seinen Engagement im Mountainbikesport auch eine Straßenradsport-Mannschaft unterhält. Mit dieser nahm Izquierdo erstmals an Straßenradrennen teil und gewann die kleine spanische Rundfahrt Vuelta Ciclistica a Hispania. Zur Saison 2024 entschied er sich, sich auf den Straßenradsport zu konzentrieren. Nach einer Reihe von Podiumsplatzierungen bei Rennen des nationalen Kalenders erzielte er mit dem Gewinn der zweiten Etappe der Tour de la Mirabelle seinen ersten Sieg bei einem UCI-Rennen.
Im September 2024 gab das Team Cofidis bekannt, dass Izquierdo zur Saison 2025 einen Vertrag beim UCI WorldTeam erhält.

## Erfolge
2024
- eine Etappe Tour de la Mirabelle